# Reinhold Gamklou
Gustaf Reinhold Gamklou, folkbokförd Gamklo, född 10 juli 1935 i Oscar Fredriks församling, död 30 juni 1998 i Domkyrkoförsamlingen i Göteborg, var en svensk kirurg.
Gamklou växte upp i Bö i Göteborg och tog studenten vid Vasa högre allmänna läroverk 1954. Samma år påbörjade han sina medicinstudier vid Göteborgs universitet. Han blev medicine kandidat 1956, medicine licentiat 1962 och medicine doktor 1973, med avhandlingen Activity of α-1,4-glucosidase in normal and pathological conditions: a characterization of the enzyme and its activity in the human liver and serrum and a study of α-amylase in the liver. 1973 blev han docent i kirurgi vid Göteborgs universitet, och han verkade därefter som kirurg vid Sahlgrenska sjukhuset och från 1978 vid Östra sjukhuset.
Sedan barndomen var Gamklou inbiten gaisare, och han var Gais ordförande mellan 1978 och 1981. Han var även lagläkare i klubben och under sina senare år ordförande i Sällskapet gamla gaisare.
Gamklou är gravsatt på Örgryte gamla kyrkogård.